# Maja Fjaestad (statssekreterare)
Maja Linnea Fjaestad (ibland Fjæstad), född 23 november 1976, är en svensk politiker (socialdemokrat) och ämbetsman.
Fjaestad var statssekreterare i Regeringskansliet 2014–2016 (Statsrådsberedningen) samt 2019-2022 (Socialdepartementet).

## Biografi
Fjaestad har en civilingenjörsexamen inom teknisk fysik. Hon har också varit gästdoktorand vid Massachusetts Institute of Technology i Boston.
Hon disputerade vid Kungliga Tekniska högskolan (KTH) 2010 med avhandlingen "Visionen om outtömlig energi: bridreaktorn i svensk kärnkraftshistoria 1945-80". Hon utnämndes till docent 2017 vid KTH inom området teknikhistoria.    
Hon var statssekreterare i Statsrådsberedningen hos statsrådet Kristina Persson 2014–2016 och samhällspolitisk chef på Kommunal 2016–2018. Därefter var hon 2018–2022 statssekreterare hos Lena Hallengren, som 2018–2019 var statsråd på Socialdepartementet och från 2019 socialminister. Fjaestad var ansvarig för socialtjänstpolitik, funktionshinderspolitik, hälso- och sjukvård, folkhälsa, äldrefrågor, e-hälsa, och forskningssamordning inom hälso- och sjukvård.
Efter att Fjaestad lämnat Regeringskansliet i samband med regeringsskiftet 2022 har hon arbetat med forskning och koordination för Karolinska Institutet. Sedan 2024 är hon senior rådgivare vid tankesmedjan European Policy Centre i Bryssel.
Fjaestad utkom 2024 med boken Mitt i krisen, skriven tillsammans med statssekreterarkollegan Emma Lennartsson. Boken handlar om arbetet i Regeringskansliet under covid-19-pandemin.
Fjaestad är gift, har tre barn och är bosatt i Nacka.